# Mithrax hemphilli
Mithrax hemphilli är en kräftdjursart som beskrevs av M. J. Rathbun 1892. Mithrax hemphilli ingår i släktet Mithrax och familjen Mithracidae. Inga underarter finns listade i Catalogue of Life.